# Sailly-Saillisel
Pour les articles homonymes, voir Sailly.
Sailly-Saillisel est une commune française située dans le département de la Somme, en région Hauts-de-France.

## Géographie

### Localisation

#### Communes limitrophes

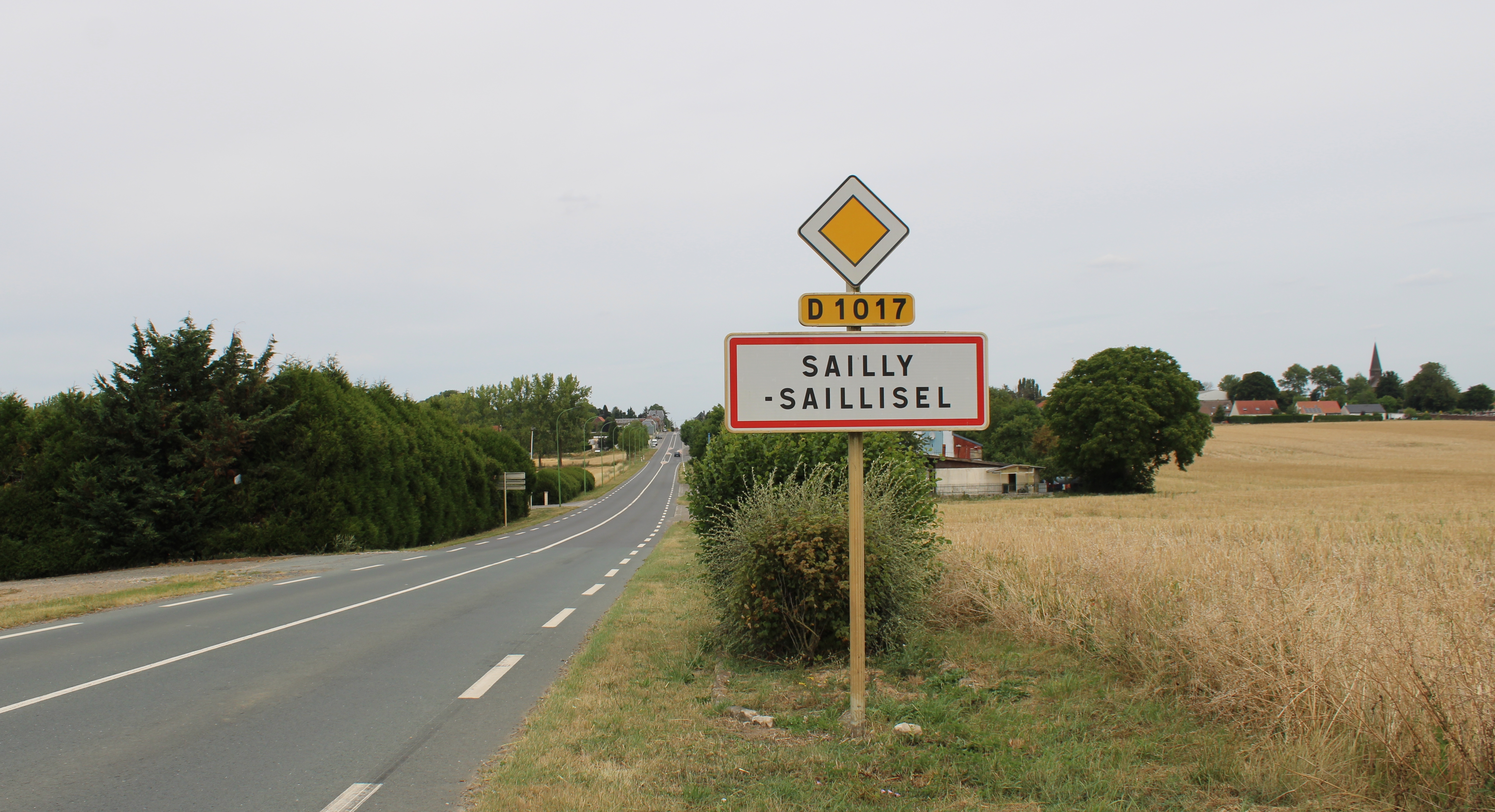
Entrée de la commune traversée en ligne droite par la de Péronne à Bapaume.

Situé à une quinzaine de kilomètres au nord de Péronne, le village est borduré par le passage de l'autoroute A2.

### Hydrographie
La commune est située dans le bassin Artois-Picardie. Elle n'est drainée par aucun cours d'eau.

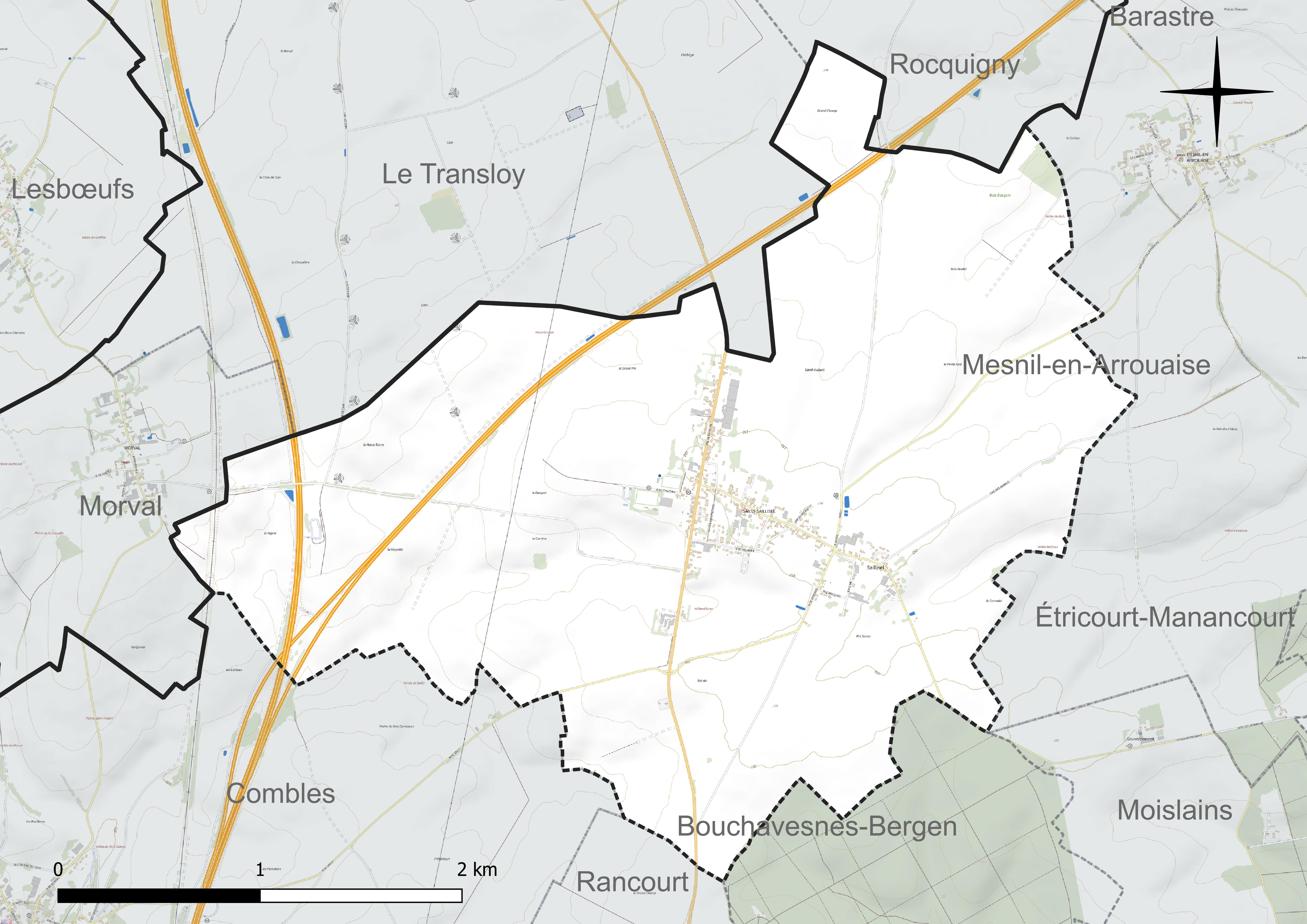
Réseau hydrographique de Sailly-Saillisel.

### Climat
Pour des articles plus généraux, voir Climat des Hauts-de-France et Climat de la Somme.
En 2010, le climat de la commune est de type climat océanique dégradé des plaines du Centre et du Nord, selon une étude du CNRS s'appuyant sur une série de données couvrant la période 1971-2000. En 2020, Météo-France publie une typologie des climats de la France métropolitaine dans laquelle la commune est exposée à un climat océanique et est dans la région climatique Nord-est du bassin Parisien, caractérisée par un ensoleillement médiocre, une pluviométrie moyenne régulièrement répartie au cours de l'année et un hiver froid (3 °C).
Pour la période 1971-2000, la température annuelle moyenne est de 9,9 °C, avec une amplitude thermique annuelle de 14,6 °C. Le cumul annuel moyen de précipitations est de 777 mm, avec 11,4 jours de précipitations en janvier et 9,3 jours en juillet. Pour la période 1991-2020, la température moyenne annuelle observée sur la station météorologique la plus proche, située sur la commune d'Épehy à 16 km à vol d'oiseau, est de 10,6 °C et le cumul annuel moyen de précipitations est de 752,8 mm,. Pour l'avenir, les paramètres climatiques de la commune estimés pour 2050 selon différents scénarios d'émission de gaz à effet de serre sont consultables sur un site dédié publié par Météo-France en novembre 2022.

## Urbanisme

### Typologie
Au 1er janvier 2024, Sailly-Saillisel est catégorisée commune rurale à habitat dispersé, selon la nouvelle grille communale de densité à sept niveaux définie par l'Insee en 2022.
Elle est située hors unité urbaine. Par ailleurs la commune fait partie de l'aire d'attraction de Péronne, dont elle est une commune de la couronne,. Cette aire, qui regroupe 52 communes, est catégorisée dans les aires de moins de 50 000 habitants,.

### Occupation des sols
L'occupation des sols de la commune, telle qu'elle ressort de la base de données européenne d'occupation biophysique des sols Corine Land Cover (CLC), est marquée par l'importance des territoires agricoles (90,3 % en 2018), en diminution par rapport à 1990 (92,2 %). La répartition détaillée en 2018 est la suivante : 
terres arables (90,3 %), zones urbanisées (7,6 %), zones industrielles ou commerciales et réseaux de communication (1,9 %), forêts (0,2 %). L'évolution de l'occupation des sols de la commune et de ses infrastructures peut être observée sur les différentes représentations cartographiques du territoire : la carte de Cassini (XVIIIe siècle), la carte d'état-major (1820-1866) et les cartes ou photos aériennes de l'IGN pour la période actuelle (1950 à aujourd'hui).

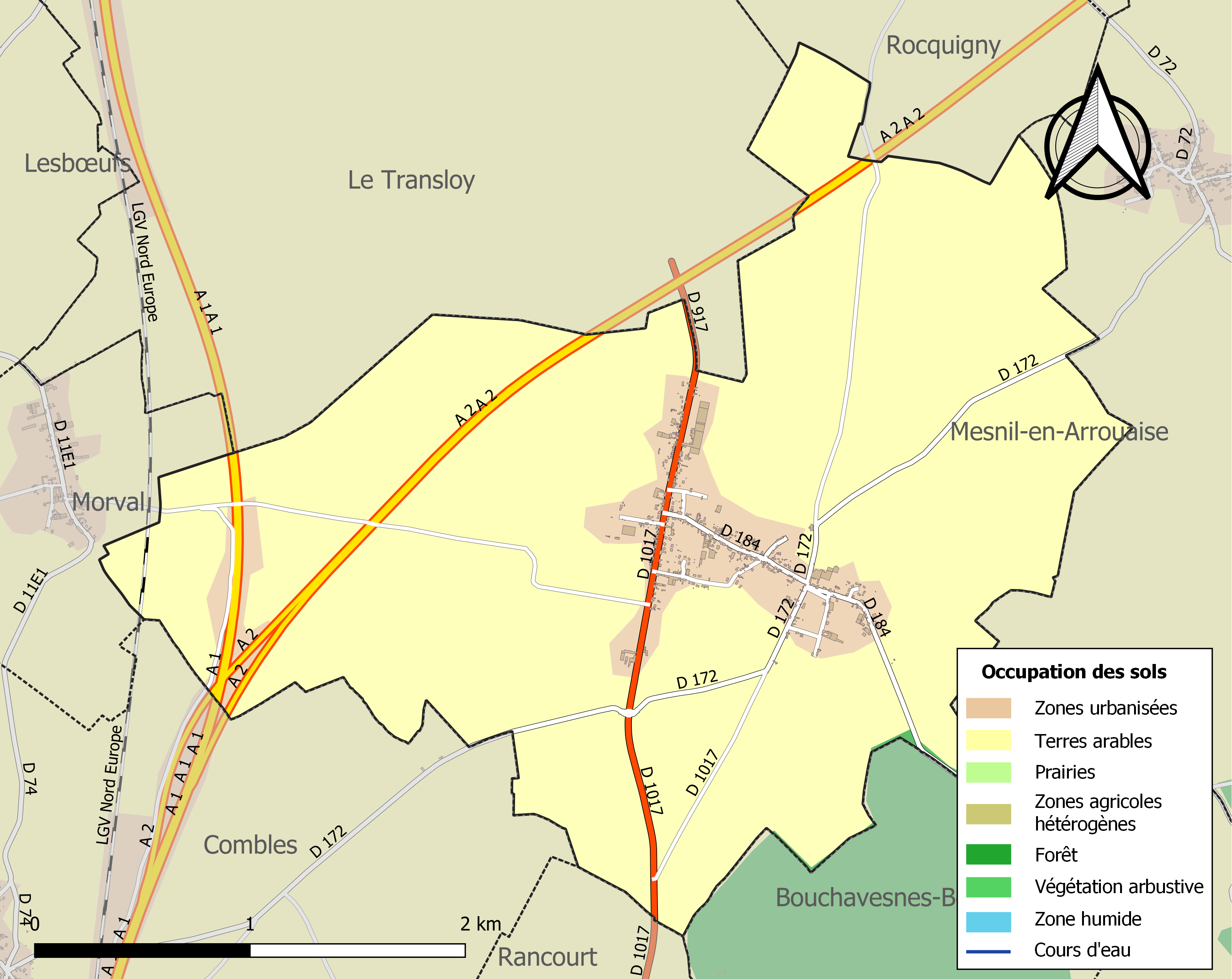
Carte des infrastructures et de l'occupation des sols de la commune en 2018 (CLC).

## Toponymie
Le nom de Sailly (attestation  Salli, en 1108, qui n'est pas très instructive) proviendrait d'un nom d'homme gallo-romain, Salius, et du suffixe -acum. Saillisel est un diminutif (attestation Saillisellus en 1046, latinisation approximative). Le suffixe -acum est une latinisation du suffixe gaulois -*acon. Sailly est probablement une propriété rurale d'origine gallo-romaine ; la date de la formation du nom de Saillisel est évidemment plus tardive, sans que cela puisse être précisé par les moyens de la toponymie.

## Histoire
- 1805, le ... régiment d'infanterie cantonne à Sailly-Saillisel et Rancourt. Certains logent chez les habitants mais la plupart dans les corps de fermes. Dès le lendemain, ils reprennent la direction du camp de Boulogne, une route qui devait les mener bientôt vers Austerlitz.
- 1849 : Comme dans toutes les communes de France, la population masculine majeure put, pour la première fois, aller voter grâce à l'instauration du suffrage universel.

Voici la répartition (en nombre) de quelques patronymes des électeurs :
| ABRAHAM, 1 ALAVOINE, 2 ALEXANDRE, 2 PARZY, 1 |

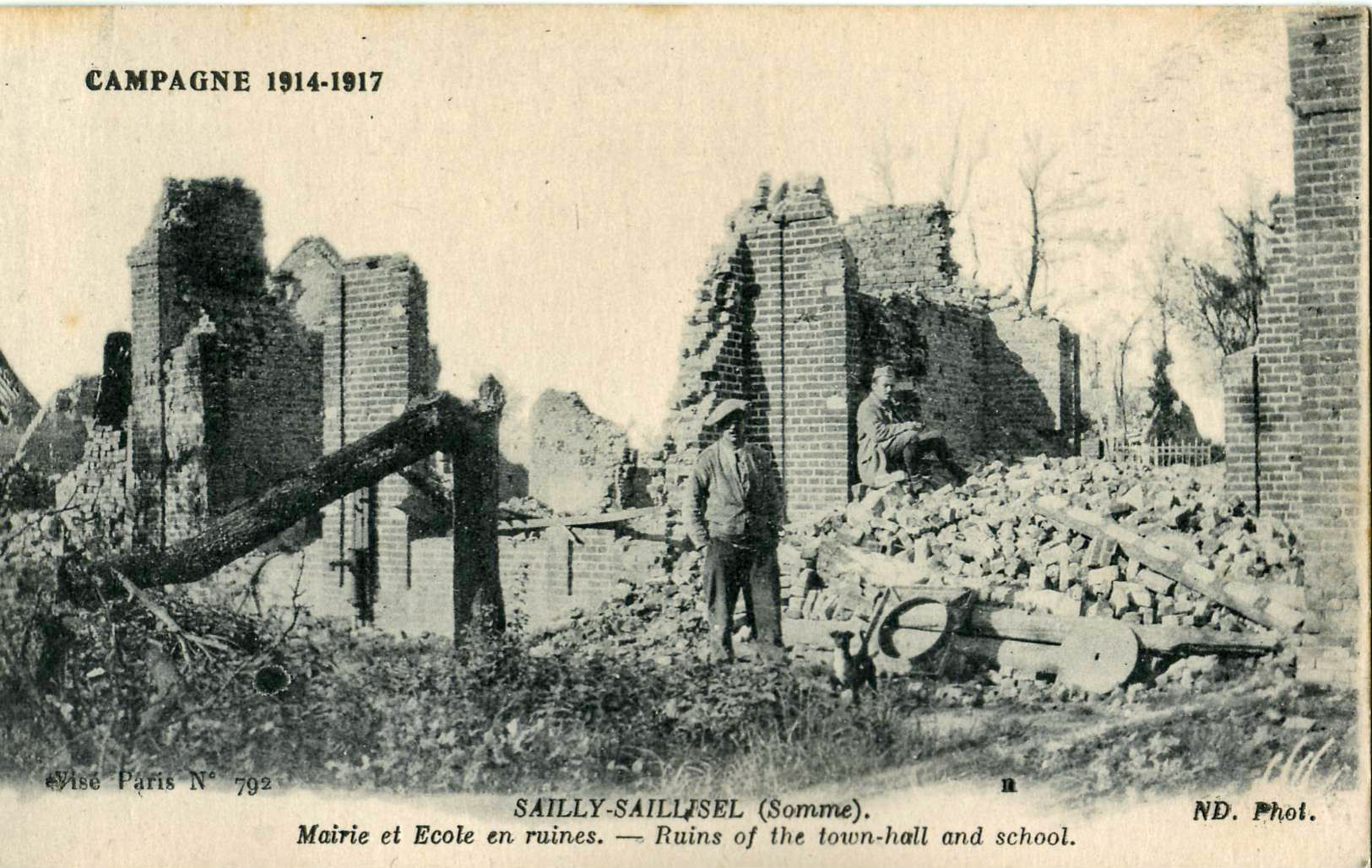
La mairie et l'école, détruites pendant la bataille de la Somme.

- Théâtre d'opérations de la bataille de Bapaume (1871) durant la guerre franco-prussienne de 1870-1871.
- Théâtre d'opérations de la bataille de la Somme durant la Première Guerre mondiale de 1914-1918.

C'est à Sailly-Saillisel que prit fin l'avancée des alliés durant la bataille de la Somme en 1916.

## Politique et administration

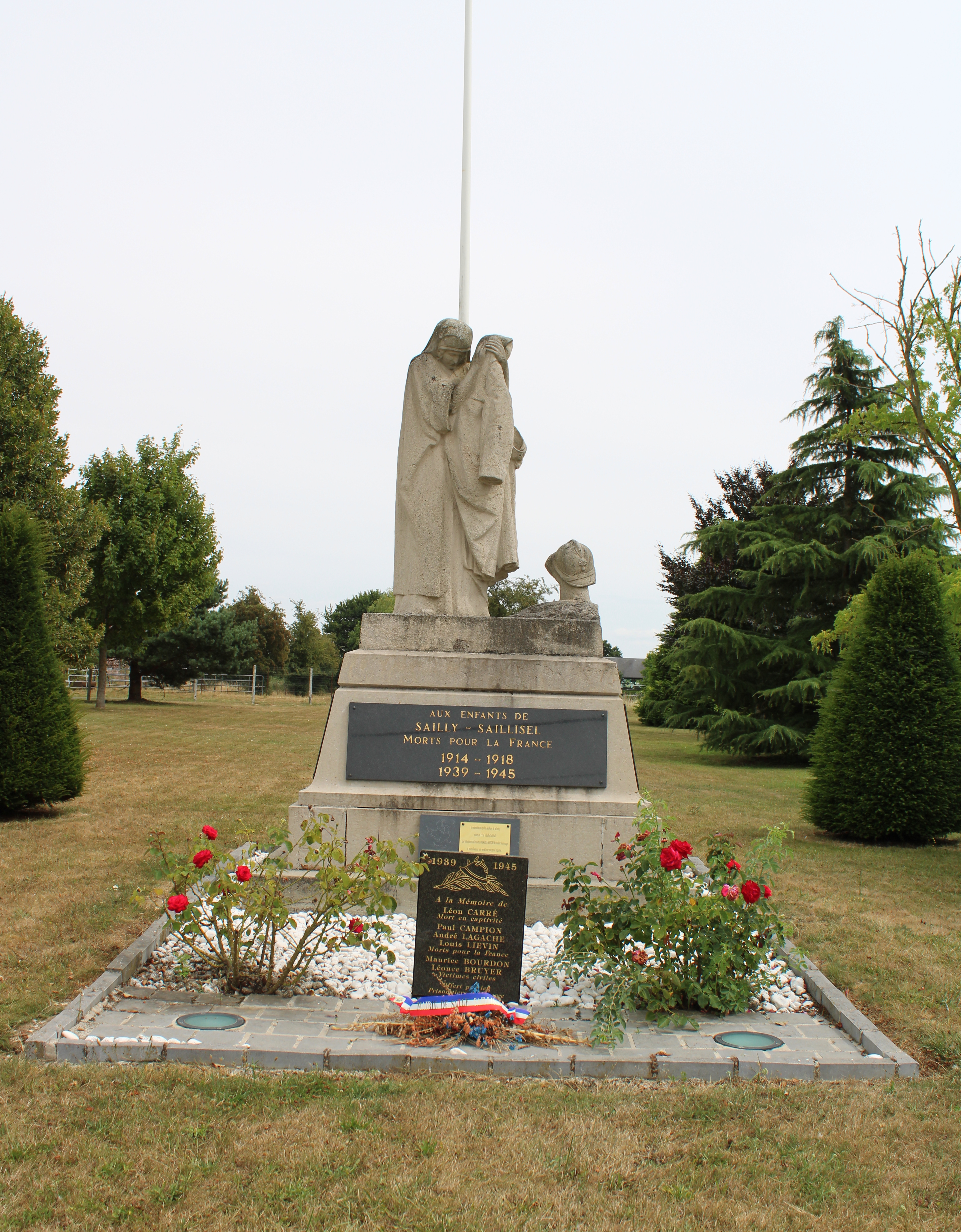
Le monument aux morts.

| Période                                  | Période                      | Identité     | Étiquette | Qualité                         |
| ---------------------------------------- | ---------------------------- | ------------ | --------- | ------------------------------- |
| Les données manquantes sont à compléter. |                              |              |           |                                 |
| mars 1965                                | mars 2001                    | René Parsy   | PCF       |                                 |
| mars 2001                                | En cours (au 8 octobre 2020) | Gérard Parsy | PCF       | Réélu pour le mandat 2020-2026, |

## Population et société

### Démographie
L'évolution du nombre d'habitants est connue à travers les recensements de la population effectués dans la commune depuis 1793. Pour les communes de moins de 10 000 habitants, une enquête de recensement portant sur toute la population est réalisée tous les cinq ans, les populations de référence des années intermédiaires étant quant à elles estimées par interpolation ou extrapolation. Pour la commune, le premier recensement exhaustif entrant dans le cadre du nouveau dispositif a été réalisé en 2008.

En 2022, la commune comptait 478 habitants, en évolution de +0,63 % par rapport à 2016 (Somme : −1,26 %, France hors Mayotte : +2,11 %).
| 1793 | 1800 | 1806 | 1821 | 1831  | 1836  | 1841  | 1846  | 1851  |
| ---- | ---- | ---- | ---- | ----- | ----- | ----- | ----- | ----- |
| 872  | 939  | 882  | 942  | 1 136 | 1 208 | 1 204 | 1 225 | 1 176 |

| 1856  | 1861  | 1866  | 1872  | 1876  | 1881  | 1886  | 1891 | 1896 |
| ----- | ----- | ----- | ----- | ----- | ----- | ----- | ---- | ---- |
| 1 176 | 1 210 | 1 204 | 1 153 | 1 100 | 1 115 | 1 012 | 917  | 812  |

| 1901 | 1906 | 1911 | 1921 | 1926 | 1931 | 1936 | 1946 | 1954 |
| ---- | ---- | ---- | ---- | ---- | ---- | ---- | ---- | ---- |
| 739  | 709  | 692  | 342  | 504  | 452  | 494  | 410  | 393  |

| 1962 | 1968 | 1975 | 1982 | 1990 | 1999 | 2006 | 2008 | 2013 |
| ---- | ---- | ---- | ---- | ---- | ---- | ---- | ---- | ---- |
| 393  | 382  | 404  | 404  | 417  | 410  | 441  | 450  | 477  |

| 2018 | 2022 | - | - | - | - | - | - | - |
| ---- | ---- | - | - | - | - | - | - | - |
| 479  | 478  | - | - | - | - | - | - | - |

### Enseignement
À la rentrée scolaire 2017, la commune dispose d'une école maternelle et élémentaire de 46 élèves. Elle est placée en zone B pour les vacances scolaires, dans l'académie d'Amiens.
Le regroupement pédagogique Bouchavesnes - Sailly-Saillisel compte cinq classes à la rentrée scolaire 2017.

## Culture locale et patrimoine

### Lieux et monuments
- Église Saint-Vaast, reconstruite entre les deux guerres.
- Cimetière militaire britannique.
  - La via Francigena (AEVF) qui part de Canterbury (Royaume-Uni) pour rallier Rome passe dans le village[21].

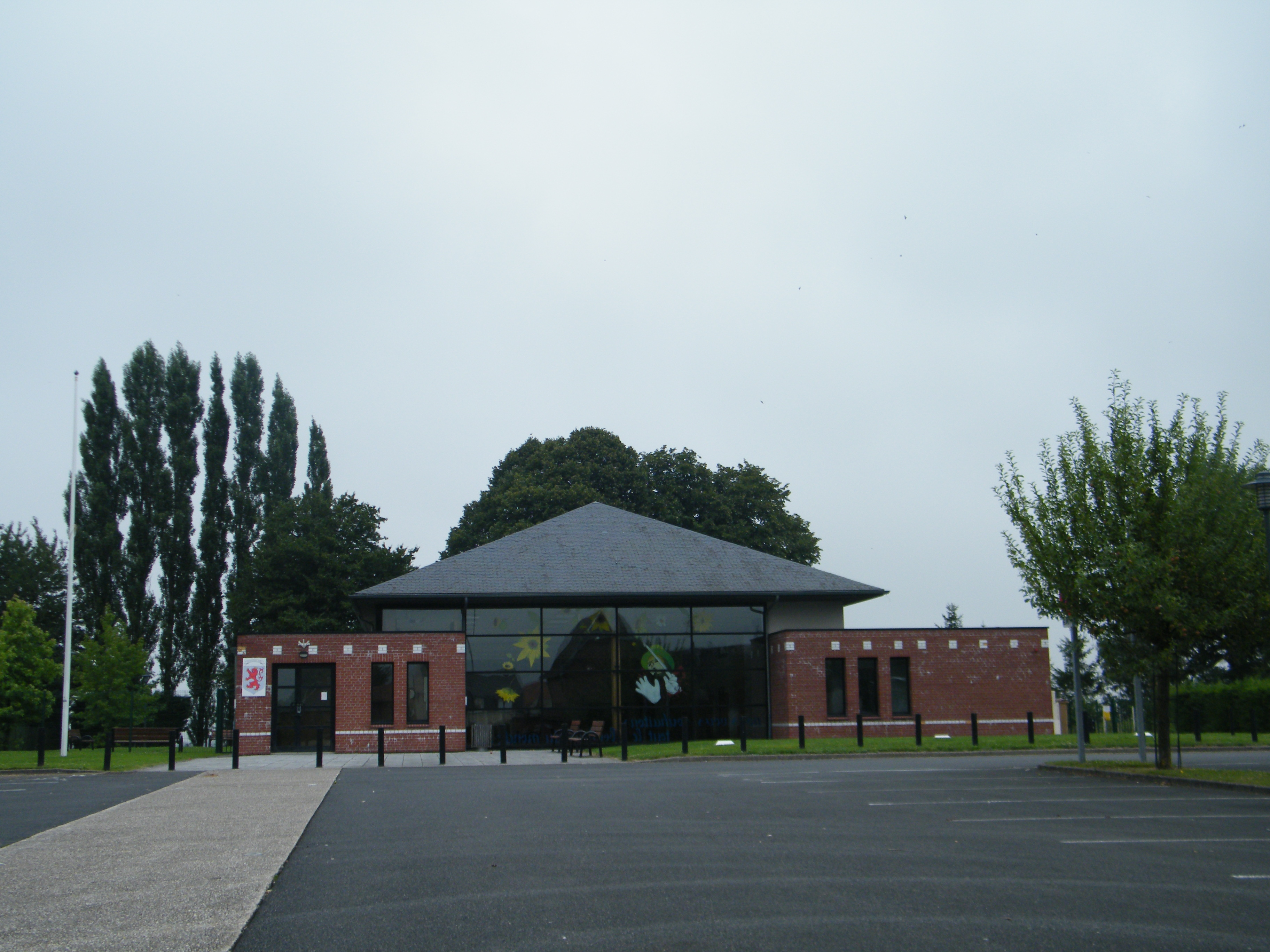
Salle communale.
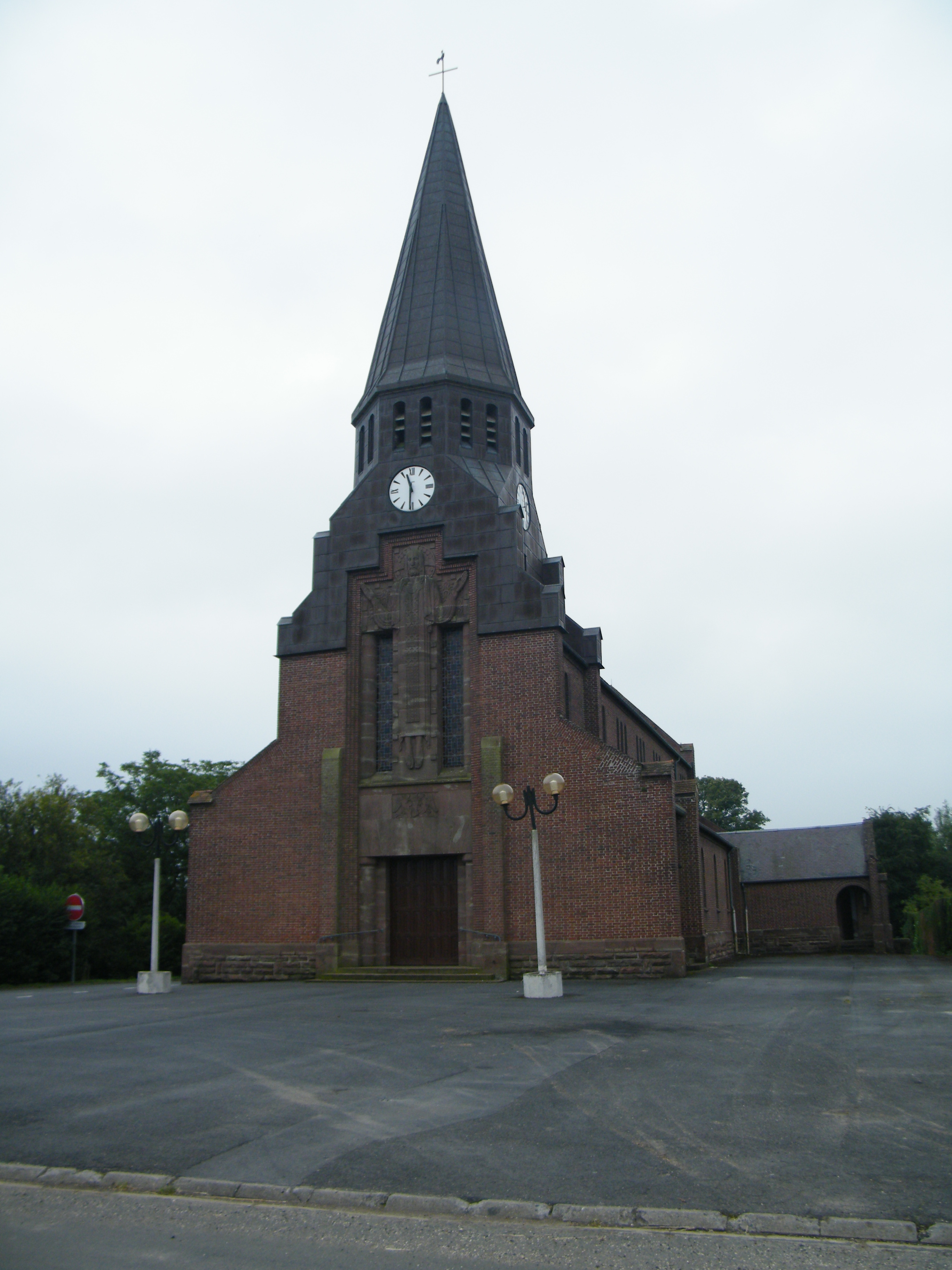
Saint-Vaast.
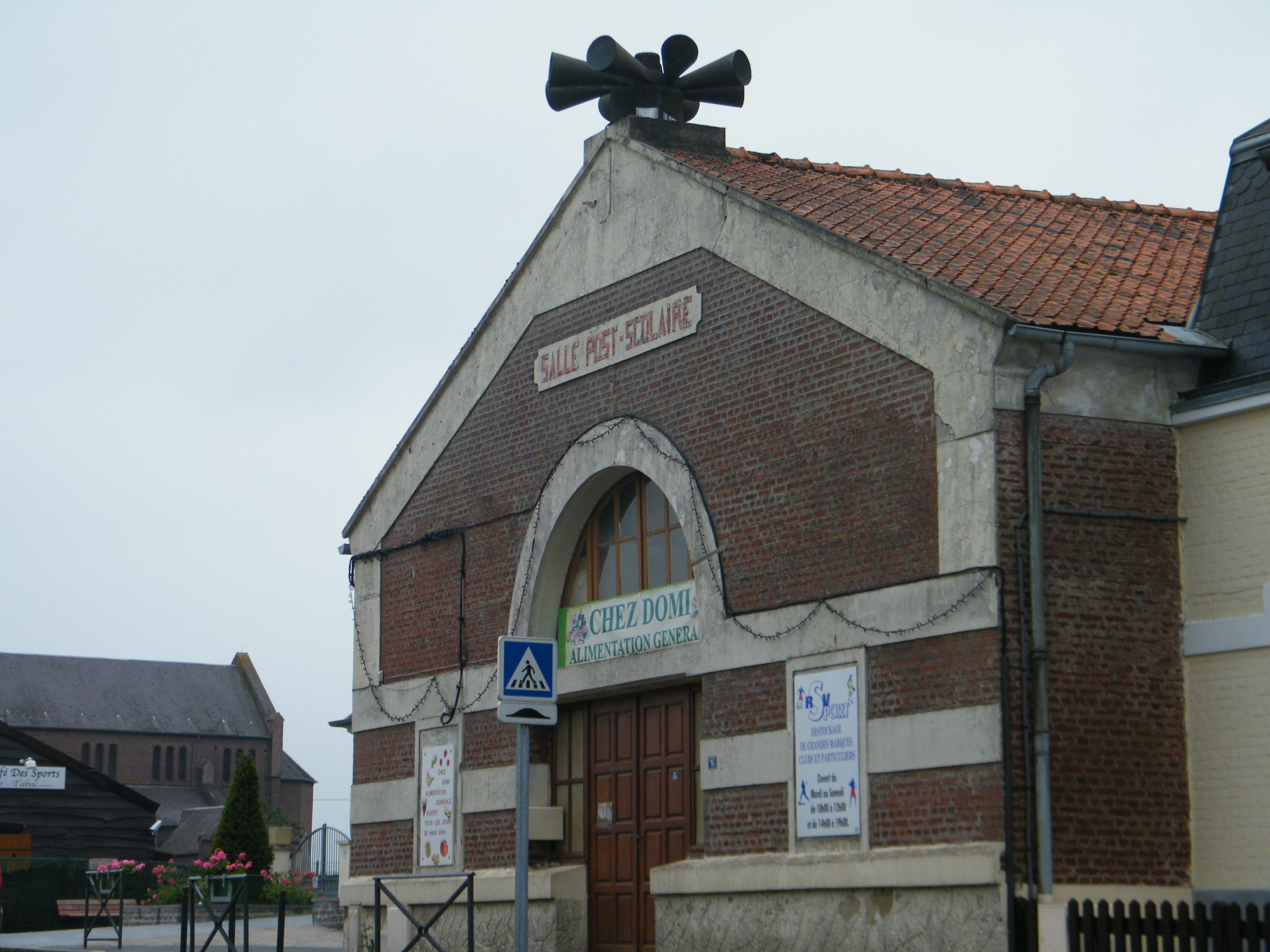
Salle post-scolaire.
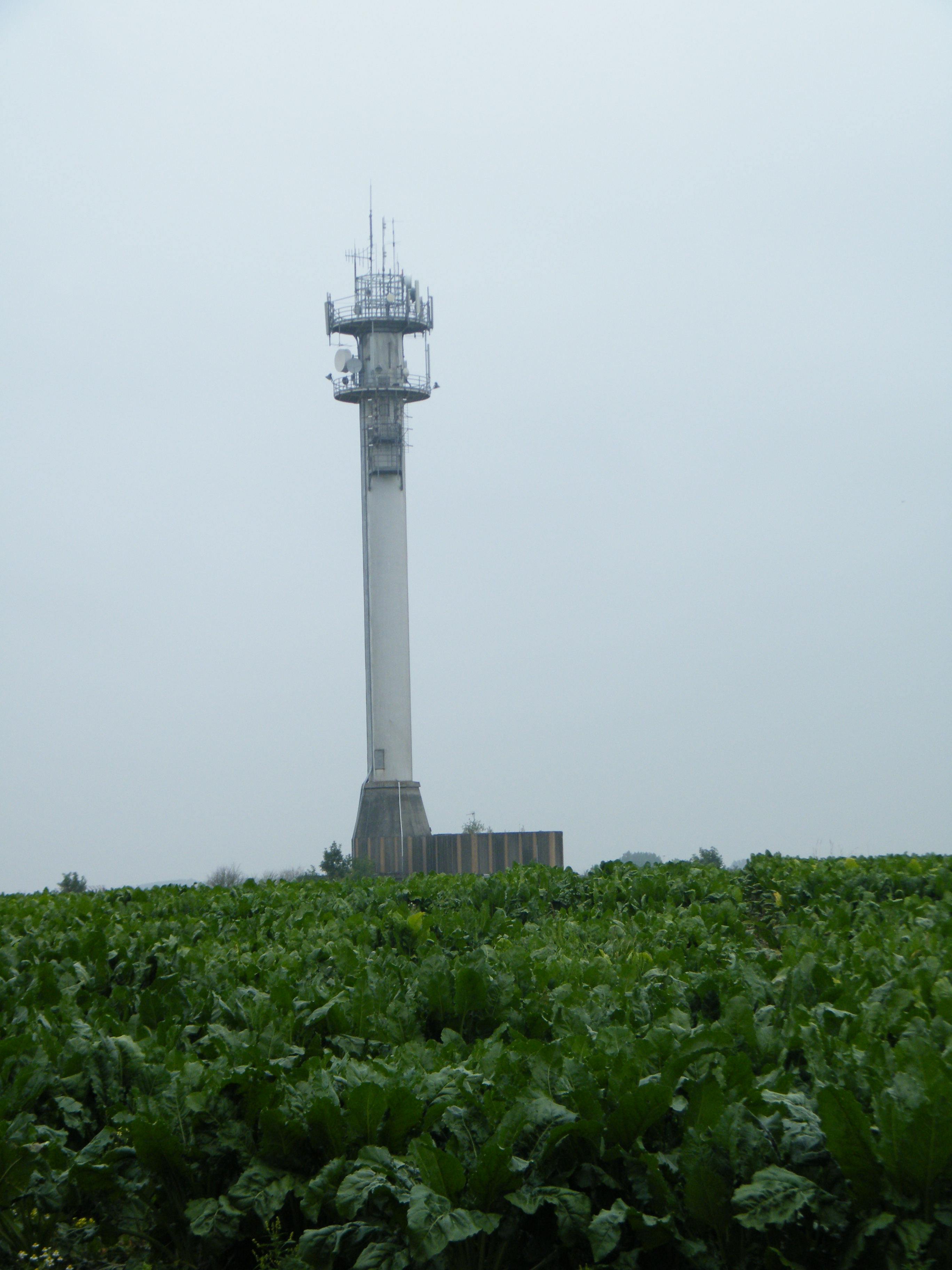
Relais emblématique.
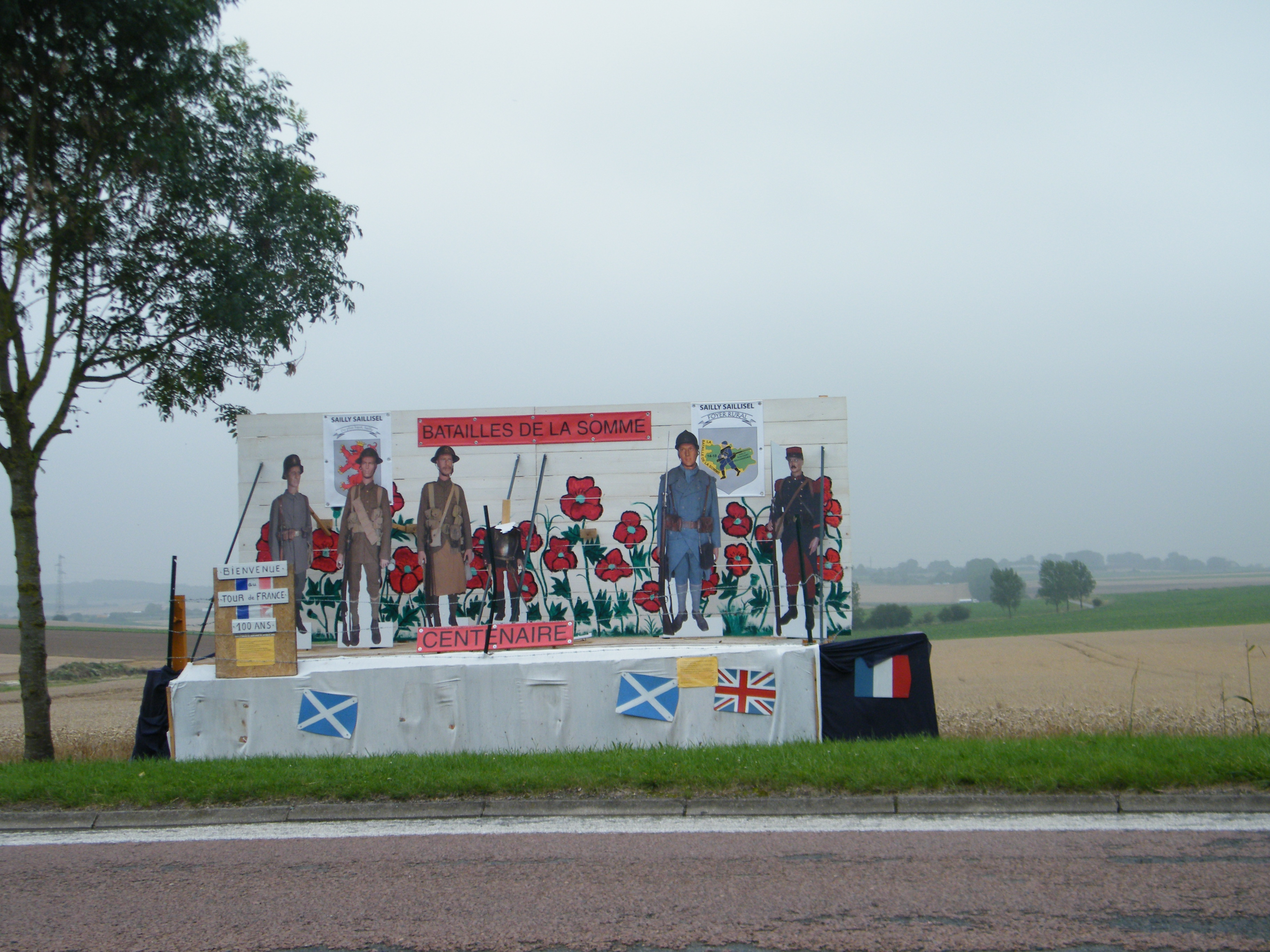
1914-2014.

### Héraldique
| Blason de Sailly-Saillisel | Blason  | D'argent au lion de gueules, lampassé d'azur, armé et couronné d'or. Devise / CriDu plus haut, Sailly. |
| Blason de Sailly-Saillisel | Détails | Le statut officiel du blason reste à déterminer.                                                       |
| Blason de Sailly-Saillisel | Alias   | D'azur au lion d'argent, couronné d'or, armé de gueules et lampassé du champ.                          |

### Personnalités liées à la commune
- Marcel Toussaint-Collignon (1882-1916), professeur de lettres et poète tué à Sailly-Saillisel le 13 octobre 1916. Son nom est inscrit au Panthéon parmi les 560 écrivains morts au champ d'honneur pendant la Première Guerre mondiale.